# هامش الربح (التجارة)
هامش الربح هو الفرق بين إيرادات المبيعات وتكاليف الإنتاج بمعنى آخر هو الفرق بين تكلفة السلعة أو الخدمة وسعر بيعها، حيث يتم إضافته على التكلفة الإجمالية التي يتحملها مُنْتِج هذه السلع أو مقدم الخدمات لتحقيق أرباح منها. وتعكس التكلفة الإجمالية المجموع الكلي لكل من التكلفة الثابتة والمتغيرة اللازمتين لإنتاج وتوزيع أي منتج. ويمكن التعبير عن هامش الربح كقيمة ثابتة أو كنسبة مئوية للتكلفة الإجمالية أو سعر البيع، ومن الشائع حساب هامش ربح البيع بالتجزئة كالفرق بين سعر البيع بالجملة وسعر البيع بالتجزئة، بمثابة النسبة المئوية للبيع بالجملة. كما يتم استخدام طرق وأساليب أخرى. ويمكن تعريف هامش الربح الإجمالي بأنه مقدار مساهمته في المشاريع التجارية، بعد حسم كل من تكاليف الوحدات الإنتاجية المباشرة المتغيرة والمباشرة الثابتة.

## تحديد السعر
يمكن التعبير عن هامش الربح بالعلاقة التالية:
هامش الربح = إيرادات المبيعات (سعر البيع) – تكاليف الإنتاج
ويمكن إيضاح هامش الربح كنسبة إجمالي الربح إلى دخل المبيعات بالشكل التالي:
هامش الربح (%) = (الدخل – تكلفة المبيعات) / الدخل
وتهدف إلى تحديد كفاءة الإدارة في التعامل مع عناصر تكلفة المبيعات، وتمثل هذه النسبة مقدار ما تحتفظ به الشركة من كل ريال من المبيعات كمجمل للربح، كمقياس عام لكفاءة التشغيل.
وتكاليف المبيعات تتضمن التكاليف المتغيرة والتكاليف الثابتة المتعلقة بالمنتج، وهي لا تتضمن التكاليف الثابتة غير المباشرة للمنتج مثل تكاليف الإيجار والتكاليف الإدارية.

### هامش الربح الثابت
- افترض أنَّ: سعر البيع يبلغ 2500 دولار في حين تبلغ تكلفة المنتج 2000 دولار

هامش الربح = سعر البيع - التكلفة
$500 = $2500 − $2000

### هامش الربح المئوي
- التكلفة × (هامش الربح + 1) = سعر البيع

أو هامش الربح = (سعر البيع ÷ التكلفة) - 1
أو هامش الربح = (سعر البيع - التكلفة) ÷ التكلفة
- افترض أن سعر البيع يبلغ 1.99 دولار والتكلفة تبلغ 1.40 دولار

هامش الربح = (1.99 ÷ 1.40) - 1 = 42%.
أو هامش الربح = (1.99 - 1.40) ÷ 1.40 = 42
- للتحويل من هامش الربح إلى هامش صافي الربح:

سعر البيع - التكلفة = سعر البيع × هامش صافي الربح
وبالتالي يكون هامش صافي الربح = (سعر البيع - التكلفة) ÷ سعر البيع
هامش الربح = 1 - (1 ÷ (هامش الربح + 1))
أو هامش الربح = هامش الربح ÷ (هامش الربح + 1)
هامش الربح = 1 - (1 ÷ (1 + 0.42)) = 29.5%
أو هامش الربح = (1.99 - 1.40) ÷ 1.99 = 29.6%

### بنية العرض الكلي
P = (1+μ) W. حيث (μ) هي قيمة هامش الربح على التكلفة. وتُعد هذه معادلة تسعير.
W = F(u،z) Pe . وتُعد هذه علاقة إعداد الأجور، حيث تمثل (u) البطالة التي تؤثر سلبًا على الأجور بينما تمثل (z) جميع المتغيرات التي تؤثر على الأجور بالإيجاب.
قسم أوضاع الأجور على أوضاع السعر للحصول على منحنى العرض الكلي.
(P = Pe(1+μ) F(u،z. هذا هو منحنى الإمداد الكلي وعندما يتم تحديد السعر عن طريق السعر المتوقع، تمثل البطالة و (z) المتغير الكلي.

## العوامل المؤثرة
العوامل المؤثرة على هامش الربح هي:
1. سعر بيع الوحدة
  - زياده سعر البيع يزيد من هامش ربح الوحدة.
  - تخفيض سعر البيع يؤثر سلبياً على هامش ربح الوحدة.
2. التكاليف المتغيرة في سبيل إنتاج وحده النشاط
  - مواد مباشرة.
  - أجور مباشرة.
  - وعلاقة المواد والأجور المباشرة بوحدة المنتج يسهل تخصيصها ولذا يلجأ كثير من محاسبي التكاليف للتقليل من تكلفة المواد والأجور غير المباشرة.

تتم المتابعة من خلال تثبيت كل العوامل مع تغيير عامل واحد، مثلاً لوقمنا بتغيير
- سعر البيع مع ثبات باقي المتغيرات (الأجور المباشرة والمواد المباشرة) فيكون الفرق:
- فرق موجب في حالة زيادة السعر.
- فرق سالب في حالة تخفيض الربح.

تغيير تكلفة المواد المباشرة
- تأثير سلبي على هامش المساهمة وينخفض هامش المساهمة في حالة زيادة تكلفة المواد المباشرة.
- تغيير تكلفة الأجور المباشرة

ينخفض هامش المساهمة في حالة زيادة تكلفة الأجور المباشرة.

## وصلات خارجية
- Markup Calculator - a simple web application which calculates markup.